# Maschinenpistole
Maschinenpistolen (MP oder MPi) sind in der Regel vollautomatische Handfeuerwaffen zum Verschießen von Pistolenmunition. Maschinenpistolen werden zum Bekämpfen von Zielen in geringer Entfernung benutzt. Dabei erreicht die effektive Einsatzschussweite in der Regel nicht mehr als 200 m. Maschinenpistolen dienten früher in erster Linie zur Verstärkung der Feuerkraft von Infanterieeinheiten im Nahkampf. Heute hat sich das militärische Einsatzspektrum stark auf den Selbstschutz verlagert. Darüber hinaus werden Maschinenpistolen auch von Anti-Terror- und Polizeikräften eingesetzt. Die Kalaschnikow, welche Mittelpatronen verschießt, wurde in der Terminologie vieler Staaten des ehemaligen Warschauer Vertrages als Maschinenpistole bezeichnet, nach heutiger Definition wird sie jedoch zu den Sturmgewehren gezählt.

## Bezeichnungen und Unterteilung

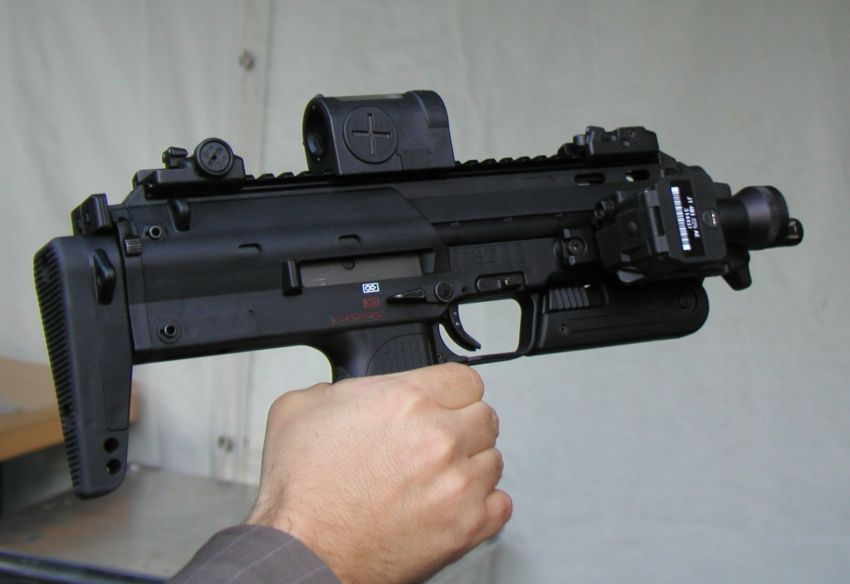
HK MP7

Sowohl im deutschen als auch im internationalen Sprachgebrauch sind eine Reihe unterschiedlicher Ausdrücke in Gebrauch, die sich auf Waffen beziehen, die hier unter dem Begriff Maschinenpistole zusammengefasst sind. Diese unterschiedlichen Namen entstanden zum Teil aus der historischen Entwicklung dieser Waffenart, zum Teil auch als werbewirksame oder propagandistische Namensprägungen.
Insbesondere in Großbritannien wurde die Maschinenpistole ursprünglich als machine carbine, wörtlich übersetzt Maschinenkarabiner, bezeichnet. Im Zweiten Weltkrieg setzte sich im englischen Sprachraum die in den Vereinigten Staaten von Amerika gebräuchliche Bezeichnung submachine gun durch, welcher die Maschinenpistole als automatische Waffe unterhalb des Maschinengewehrs (sub machine gun) einordnet.
Im deutschen wurde das spätere Sturmgewehr 44 zunächst auch als Maschinenpistole, später dann als Maschinenkarabiner bezeichnet. Erst nach dem Zweiten Weltkrieg begann sich Sturmgewehr als Gattungsbegriff für Mittelpatronen verschießende automatische Waffen durchzusetzen. Der Begriff Maschinenkarabiner gilt heute als veraltet. Bis 1990 wurde die Kalaschnikow in der NVA als Maschinenpistole bezeichnet.
Mit der Einführung von Schnellfeuer- (mit Gewehrpatronen) und Sturmgewehren (mit Mittelpatronen) verschob sich das militärische Einsatzprofil der Maschinenpistolen von Schwerpunktwaffen hin zu Selbstschutzwaffen. So wurden sie vor allem von Führern, Meldern, Fahrzeug- und Waffenbedienungen getragen, die in der Regel keinen Feuerkampf jenseits der Nahdistanz zu führen hatten. Den bisherigen Höhepunkt dieser Entwicklung stellen sogenannte Personal Defence Weapons (PDW) dar. Es handelt sich dabei um sehr kompakte Waffen, die sich durch die Verwendung eines neuen Munitionstyps auszeichnen. Diese wurde nötig, weil die Verbreitung von Schutzwesten die Wirkung normaler Pistolenmunition stark einschränkt.
Einen Vorläufer dieser Entwicklung stellen die sogenannten Kleinstmaschinenpistolen dar, besonders kompakte Maschinenpistolen, die in ihren Abmessungen eher den Selbstladepistolen ähneln. Diese Waffen sind so konstruiert, dass sie bei Einzelfeuer – wie eine Pistole – einhändig geschossen werden können. Zur Abgabe von Dauerfeuer haben sie oft eine Schulterstütze. Ein früher Vertreter dieser Gattung war die tschechoslowakische Maschinenpistole Skorpion.
Im Gegensatz dazu sind Schnell- oder Reihenfeuerpistolen konstruktiv modifizierte Selbstladepistolen. Ursprünglich als Selbstladewaffen zur einhändigen Bedienung entwickelt, sind sie durch Veränderung der Abzugsgruppe in der Lage, Dauerfeuer zu schießen. Viele dieser Waffen verfügen über die Möglichkeit, einen Anschlagschaft zu montieren.

## Geschichte und Einsatz

### Erster Weltkrieg

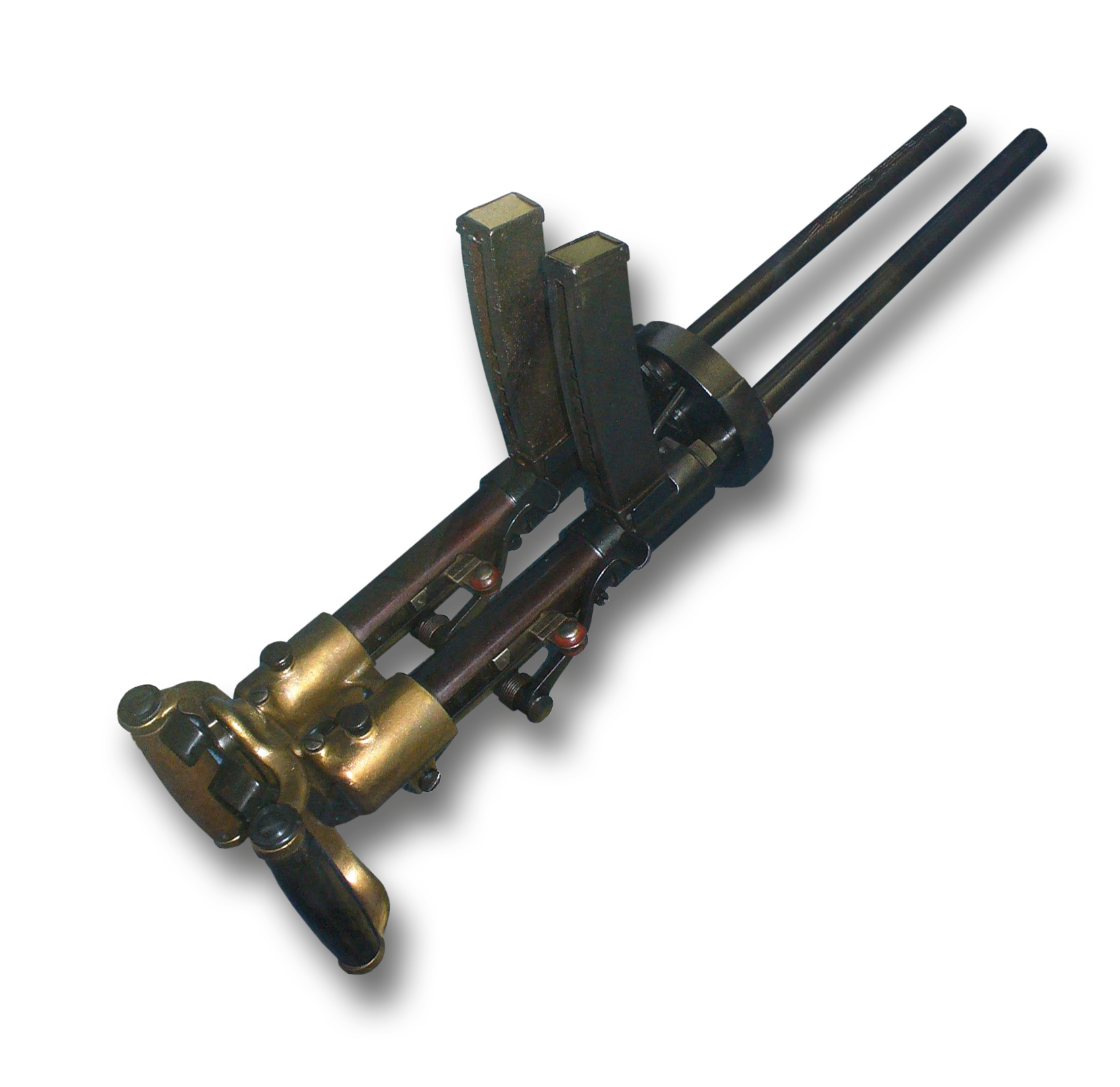
Villar-Perosa M15 von 1916

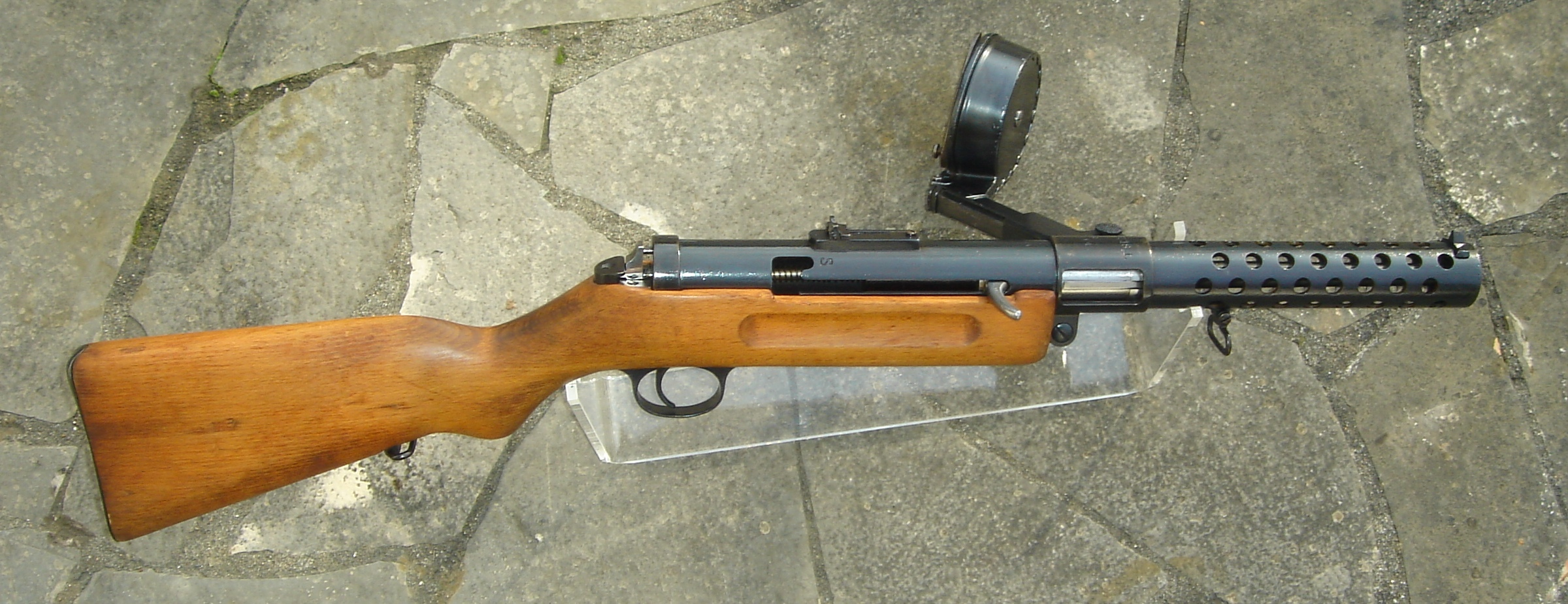
Bergmann MP 18.1

Zu Beginn des Ersten Weltkrieges herrschten Repetiergewehre als Infanteriewaffen vor. Die Feuergeschwindigkeit war gering und lag meist bei 10 bis 20 Schuss in der Minute, außerdem waren die langen Waffen relativ unhandlich. Die Besatzung der noch unbewaffneten Flugzeuge war zum Teil mit Pistolen, Gewehren und Flinten provisorisch bewaffnet. Maschinengewehre waren in kleiner Zahl in eigenen Einheiten zusammengefasst und wegen ihrer Wasserkühlung und schweren Lafetten nur bedingt beweglich. Damit konnten sie den Angriffen der Infanterie häufig nicht folgen, so dass ihr Feuerschutz oft bereits in geringen Angriffstiefen nicht mehr gewährleistet war. Im Nahbereich unter 300 m Kampfentfernung, der sich als das hauptsächliche Einsatzfeld der Infanterie im modernen Krieg entwickelte, konnten sie damit nur noch bedingt Unterstützung leisten.
Erste Versuche, die Feuerkraft der Infanterie innerhalb der Nahdistanz zu steigern, umfassten die vermehrte Zuteilung von Pistolen, z. T. auch mit vergrößerten Magazinen und Schulterstützen wie etwa die Mauser C96 oder die Pistole 08, sowie die Verwendung größerer Magazine in den Mehrladegewehren. Die Maschinengewehre erhielten zunächst leichtere Behelfslafetten mit größerem seitlichen Schwenkbereich; zunehmend wurden spezielle leichte Maschinengewehre in großen Mengen eingeführt. Trotzdem blieben diese Waffen zu unhandlich für den Nahkampf in den Stellungen des Grabenkrieges. Die zunächst als Provisorium verstandene Lösung dieses Problems bestand darin, eine automatische Waffe zur Verfügung zu stellen, die einen etwas längeren Lauf und eine längere Visierlinie als Pistolen hatte, allerdings die schwache Pistolenmunition verschoss.
Die erste vollautomatische Waffe für Pistolenmunition entwickelte Bethel Abiel Revelli. Die zweiläufige Waffe sah einem Maschinengewehr ähnlich und war für den Einsatz in Flugzeugen konstruiert. Sie wurde mit einem Spatengriff gerichtet und abgefeuert, und jedem der beiden Läufe wurde die Munition von oben aus einem Stangenmagazin mit 25 oder 50 Schuss Kapazität zugeführt. Die Munition wurde über einen verzögerten Masseverschluss in die feststehenden Läufe eingeführt. Dabei wurde die Verzögerung durch eine Drehbewegung des Verschlusses erreicht. Mit der italienischen Patrone 9 mm Glisenti, die etwas schwächer als die heute zum Standard gewordene 9 mm Parabellum ist, erreichte die Waffe eine theoretische Feuergeschwindigkeit von 1500 Schuss/min. Es stellte sich jedoch schnell heraus, dass die Waffe für einen Luftkampf nicht leistungsstark genug war, und die Einführung des britischen Lewis-MGs mit seiner leistungsstarken Gewehrmunition setzte der Maschinenpistole im Luftkrieg ein schnelles Ende.
Die Patente vom 8. April 1914 verkaufte Revelli an die Firma Villar-Perosa, unter deren Namen die Waffe bekannt wurde. Einige Zeit später wurde sie auch bei Fiat als Fiat Modell 15 gebaut und von der italienischen Infanterie eingesetzt. Mit Zweibeinstativ und einer Tragevorrichtung konnte die Waffe sowohl im Liegen als auch im Knien und Stehen geschossen werden, und es gab ebenfalls eine Montagevorrichtung für die Befestigung auf Fahrrädern. Obwohl die Waffe durch das geringe Gewicht und die hohe Feuergeschwindigkeit außergewöhnliche Vorteile bot, wurde sie schon nach kurzer Zeit ausgemustert. Das Zielen und Schießen war zu kompliziert, die Abnutzung zu groß und die Wartung zu komplex für den Militärdienst.
Im Jahr 1917 suchten die deutschen Streitkräfte nach einer leichten und schnell schießenden Waffe. Zunächst wurden Pistolen von Luger und Mauser mit verlängerten Läufen, größeren Magazinen und ansetzbaren Schulterstützen getestet. Im Oktober 1917 erbeuteten die österreichischen Truppen in der Schlacht von Caporetto eine Anzahl Villar-Perosa-Maschinenpistolen und schickten diese zur Untersuchung nach Deutschland. Hierdurch angestoßen entwickelte Theodor Bergmann (1850–1931) in Suhl die Maschinenpistole MP18. Zwar wünschte sich die Militärführung eine leistungsstarke Munition für die Waffe; da aber die Industrie nicht in der Lage war, eine passende und stärkere Munition anzubieten, wurde auf die 9 mm Parabellum zurückgegriffen. Dies hatte den Vorteil, dass ein einfacher Masseverschluss und die Schneckenmagazine der Pistole 08 verwendet werden konnten. Das Militär plante, jeder Infanteriekompanie eine Gruppe aus sechs Maschinenpistolenschützen zuzuteilen. Die Einsatzvorstellungen ähnelten noch sehr denen der leichten Maschinengewehre: Jedem Maschinenpistolenschützen war ein Helfer mit weiterer Munition (insgesamt 2384 Patronen) und Ersatzteilen zugeteilt. Insbesondere sollten sie den Gegner während des Sturmlaufes auf den gegnerischen Graben durch Feuer aus der Bewegung in Deckung zwingen, wozu die übergewichtigen MG 08/15 nicht zu gebrauchen waren. Diese auch Grabenfeger genannte Waffe erlangte in ihrer kurzen Einsatzzeit einen solchen Ruf, dass Deutschland nach Kriegsende im Versailler Vertrag verboten wurde, Maschinenpistolen bei der Reichswehr einzuführen. Lediglich die Polizei durfte auf je 20 Mann eine Maschinenpistole besitzen.

### Zwischen den Weltkriegen
Nach Ende des Ersten Weltkrieges hatte sich die Maschinenpistole gegen die Ansichten konservativer Militärs durchzusetzen, die in ihr wegen ihrer leistungsschwachen Munition eine Schwächung der infanteristischen Feuerkraft sahen und die Maschinenpistole als 'Polizeiwaffe' ablehnten. Teilweise war dafür eine verfehlte Einsatzkonzeption verantwortlich, die in der Maschinenpistole eine Unterstützungswaffe ähnlich den leichten Maschinengewehren sah. Teilweise bestand die Hoffnung, die Niederhaltung des Gegners im Sturmangriff durch Einführung von halbautomatischen Gewehren zu erreichen. In Deutschland griff das Militär in den 1930er-Jahren den Gedanken eines vollautomatischen Gewehrs mit Kurzpatrone auf. Die technischen Schwierigkeiten bei der Konstruktion solcher Waffen, vor allem wegen der starken Patronen, verhinderten jedoch eine Umbewaffnung der meisten Heere bis in den Zweiten Weltkrieg. Wegweisend für die Einführung von Maschinenpistolen wurden die Heere kleinerer Staaten. Eine Wende brachten erst die Erfahrungen des Chacokrieges (1932–1935) und des Spanischen Bürgerkrieges. 1935 konstatierte der Kriegsteilnehmer Wim Brandt im Militär-Wochenblatt: „Für die Fechtweise des Fußvolks hat das erstmalige Massenauftreten der Maschinenpistole außerordentliche Bedeutung gewonnen. Im Verein mit den MG und angesichts der geringen Wirkung der leichten Artillerie und Minenwerfer wird die Feuerkraft in Stellung befindlicher Schützen praktisch unüberwindlich. Im ganzen Kriege ist so gut wie kein einziger frontaler Angriff gelungen.“
Allerdings kam aus dem Kreis der Großmächte nur in Deutschland vor Kriegsausbruch noch eine Maschinenpistole in größerem Umfang zur Einführung. Für die Westalliierten wurden erst die Erfahrungen des Westfeldzuges von 1940 ausschlaggebend. Frankreich kam nicht mehr zur Einführung einer Maschinenpistole und die Rote Armee verstärkte ihre Anstrengungen zur Einführung von Maschinenpistolen erst nach den Erfahrungen des Winterkrieges gegen Finnland.
Die technische Weiterentwicklung der Maschinenpistole stand in der Zwischenkriegszeit im Zeichen widersprüchlicher Anforderungen der militärischen und polizeilichen Nutzer. Im Rückblick kann festgestellt werden, dass mit dem unverriegelten Masseverschluss der Bergmann-Maschinenpistole bereits 1918 ein bei Störungssicherheit und Fertigungsaufwand optimales Konstruktionsprinzip für den militärischen Gebrauch gefunden worden war.

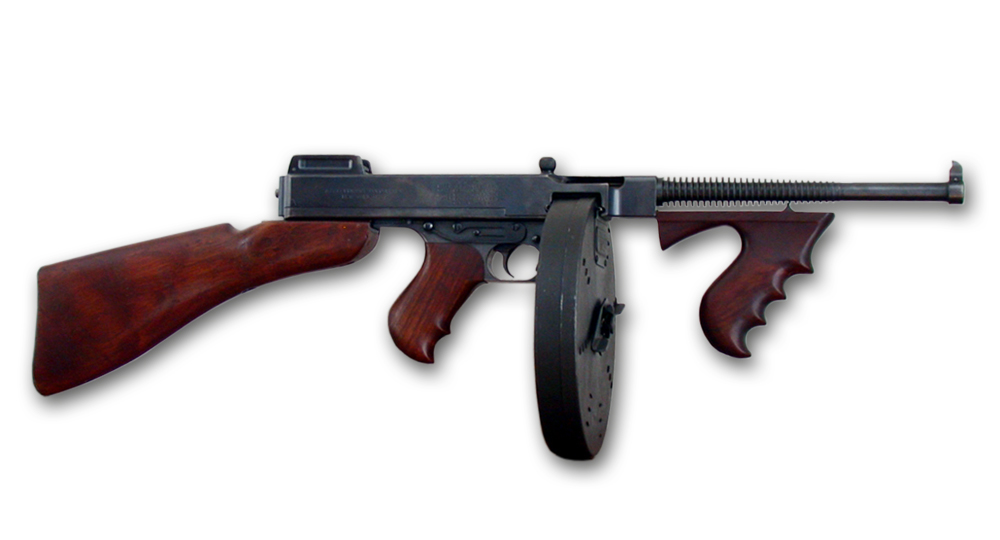
Thompson Model von 1921 hier mit 100-Schuss-Trommelmagazin

Die ab 1917 entwickelte Thompson-Maschinenpistole kam zu spät für den Einsatz im Ersten Weltkrieg. Erst 1921 stellte die Firma Colt eine Serie von 15.000 Stück her. Zuerst als Gangsterwaffe – vor allem in Chicago – bekannt geworden, wurde sie schnell auch von den Ordnungsbehörden eingeführt. Die Thompson-Maschinenpistole war aufwändiger gebaut als die MP18. Man konnte zwischen Einzel- und Dauerfeuer wählen; die Waffe hatte einen verzögerten Masseverschluss; eine als Option angebotene Mündungsbremse (Cutt's Compensator) verhinderte, dass der Lauf während des Schießens zu stark aus dem Ziel wanderte; es gab zwei Pistolengriffe für das beidhändige Schießen sowie eine abnehmbare Schulterstütze. Die Waffe wurde für den damals sehr hohen Preis von 200 US-Dollar verkauft, was nicht nur durch die aufwendige Fertigung der ersten Serie gerechtfertigt war, sondern auch dadurch, dass bis 1928 auf dem Weltmarkt keine andere funktionsfähige Maschinenpistole zu erhalten war. Durch einfachere Fertigungsmethoden, Vereinfachung des Verschlusssystems und den hohen Absatz im Zweiten Weltkrieg sank der Preis der Waffe später auf etwa 50 US-Dollar. Trotzdem wurde die Produktion gestoppt und die Thompson noch während des Krieges durch die wesentlich billiger herzustellende M3 Grease Gun ersetzt.
Wehrwirtschaftlich bedeutungslos, aber technisch interessant waren auch die Maschinenpistolen, die der ungarische Konstrukteur Pál Király 1935 für die Schweizer SIG entwarf. Die Maschinenpistolen MKMO (Maschinenkarabiner, Militär, Hülsenauswurf: oben) und MKPO (Maschinenkarabiner, Polizei, Hülsenauswurf: oben) entsprachen der militärischen Forderung nach leistungsstärkerer Munition; in diesem Falle der Pistolenpatrone Mauser 9 × 25 mm mit einer im Vergleich zur Parabellum-Patrone doppelt so hohen Mündungsenergie. Dadurch wurde ein komplizierter, verzögerter und zweiteiliger Masseverschluss notwendig.
In Deutschland erhielt Hugo Schmeisser die Produktionsrechte für die MP18-1. Diese wurde nunmehr bei Haenel in Suhl produziert. In diesem Zusammenhang wurden Waffen auch weiterentwickelt. Das Ergebnis war die Schmeisser 28-2, die in Umgehung des Versailler Vertrages bei Pieper in Herstal in Belgien für den Weltmarkt produziert wurde. Dabei wurde sie in 9 mm Para, 7,63 mm und 9 mm Mauser angeboten. Die weiteste Verbreitung erfuhr die Waffe in Belgien und Frankreich als Mitraillette Model 34. Die Firma Bergmann entwickelte die MP18 ebenfalls weiter. Hieraus entstanden die Modelle 34 und 35 mit einem Ladehebel, der wie ein Kammerstängel zu bedienen war. Produziert bei Schultz & Larsen in Schweden, war sie zwar etwas komplizierter und teurer als das Ursprungsmodell, verfügte aber über einige technische Vorteile und wurde in dieser Version bei der schwedischen Armee als Model 39 eingeführt. Basierend auf der MP 20, einer von Louis Stange, einem Ingenieur der Firma Rheinmetall entworfenen Waffe, entstand bei der Waffenfabrik Solothurn die MP S1-100, bei der das Verschlussgehäuse nicht röhrenförmig war, sondern hinten aufgeklappt werden konnte. Sie wurde ab 1935 bis 1940 auch unter der Bezeichnung Maschinenpistole 34 (ö) in den österreichischen Steyr-Werken produziert. Eine weitere deutsche Maschinenpistole, die Erma EMP 9 mm wurde von Heinrich Vollmer entwickelt und bei der Erfurter Maschinenfabrik (Erma) produziert. Sie war auch für Einzelfeuer eingerichtet, verfügte wie die Thompson über einen vorderen Pistolengriff und hatte eine Schließfeder, die mittels eines Teleskoprohres stabilisiert war. Waffen dieser Art wurden im Spanischen Bürgerkrieg eingesetzt.
Die letzte deutsche Vorkriegsmaschinenpistole war die MP 38. Sie trägt erstmals alle Kennzeichen einer für die Massenfertigung zum militärischen Gebrauch entwickelten Maschinenpistole: einfache Fertigung aus Blech- und Kunststoffteilen und primitive Funktionsweise, ferner eine klappbare Schulterstütze für den Einsatz bei Fahrzeugbesatzungen. Diesem Vorbild folgten später die britische Sten Gun, die amerikanische M3 und die sowjetische PPS-43.

### Zweiter Weltkrieg

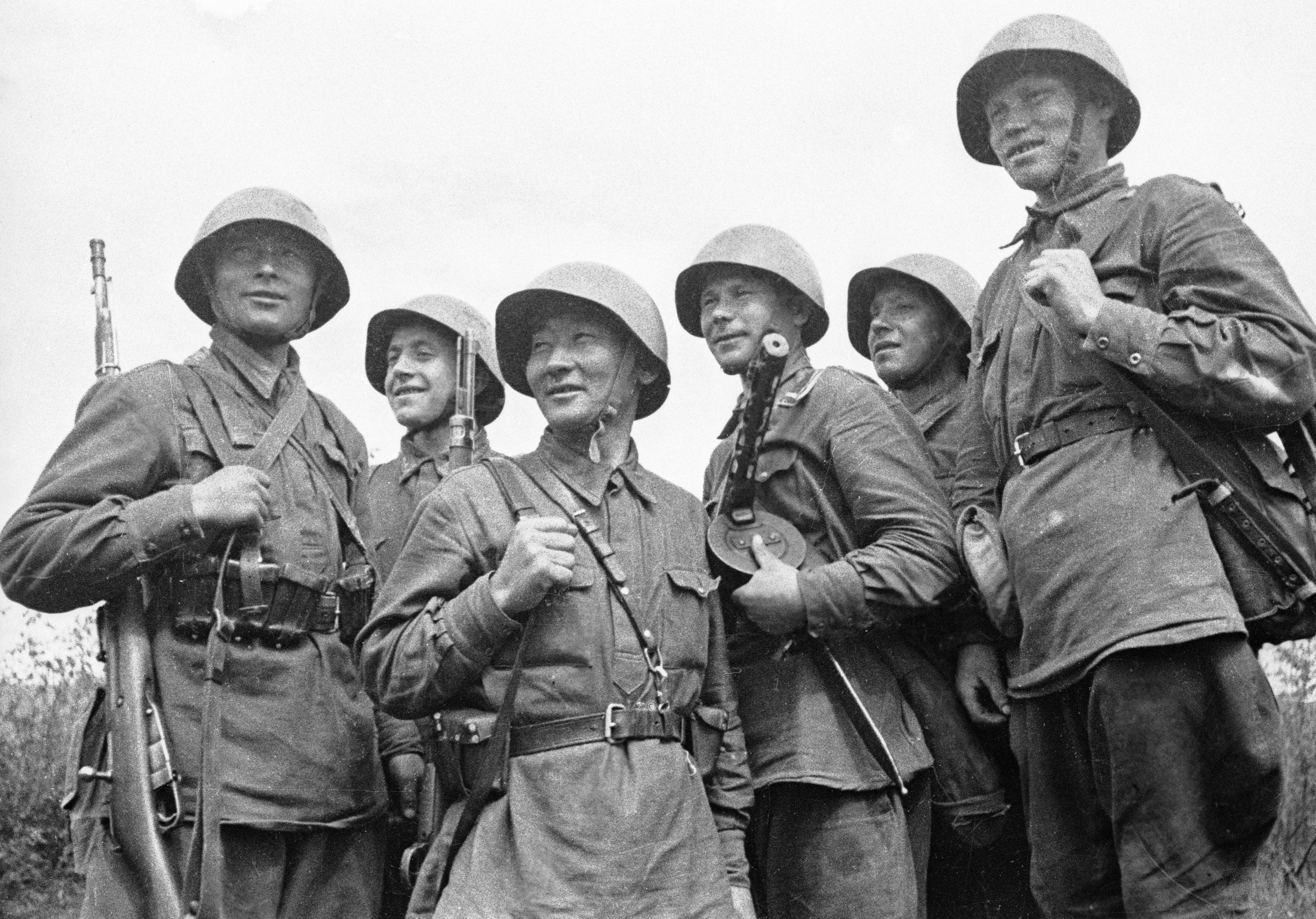
Soldaten der Roten Armee 1941, 3. v. r. mit Maschinenpistole PPSch-41

Nachdem die Infanterie nicht mehr in dichten Schützenlinien, sondern in lichten Schützenrudeln kämpfte, dabei natürliche und künstliche Deckungen auszunutzen begann und in zunehmendem Maße durch schwere Infanteriewaffen und Artillerie unterstützt wurde, verlor die hohe Schussweite des Gewehrs schon im Ersten Weltkrieg zunehmend an Bedeutung. Feuergefechte der Infanterie fanden zum größten Teil auf Entfernungen unterhalb von 200 m statt, innerhalb der sich die Maschinenpistole als überlegene Waffe erwies. Sofern weiter entfernte Ziele nicht den schweren Infanteriewaffen überlassen werden konnten, bot der Einsatz der leichten Maschinengewehre bessere Erfolgsaussichten als massiertes Schützenfeuer mit Gewehr. In diesem Sinne wurde z. T. bereits in den 1920er-Jahren die Umbewaffnung der Infanterie auf Maschinenpistolen gefordert.
Wie bereits gesehen, war man von einer derart radikalen Umbewaffnung in allen Heeren zu Kriegsbeginn weit entfernt. Im Rahmen ihrer planmäßigen Ausrüstung war bei Kriegsbeginn die Wehrmacht die einzige Armee, die Maschinenpistolen im Umfang von einer Maschinenpistole je Schützengruppe von 10 Mann vorsah. Die Rote Armee plante zwar nach den Erfahrungen des Winterkrieges die Ausstattung der Infanterie mit zwei Maschinenpistolen je Gruppe, konnte zu Kriegsbeginn jedoch wegen der langsamen Fertigung tatsächlich im Durchschnitt allenfalls jede zweite Gruppe mit einer Maschinenpistole ausrüsten. Spätere Gliederungen sahen wieder nur eine Maschinenpistole je Gruppe vor; ein Standard, der sich auch bei der britischen Armee durchsetzte. Die US Army verzichtete bis spät im Krieg auf die planmäßige Zuteilung von Maschinenpistolen, setzte sie aber durchaus außerplanmäßig in großer Zahl ein.
Die tatsächliche Ausstattung mit Maschinenpistolen wich von diesen Planungsvorgaben sowohl in Zahl als auch Verteilung häufig ab. Insbesondere wurden Verbände abhängig von Verfügbarkeit und ihren Aufträgen mit zusätzlichen Maschinenpistolen ausgestattet oder vorhandene Maschinenpistolen innerhalb der Einheiten umverteilt, um z. B. Stoßgruppen oder Reserven eine höhere Feuerkraft im Nahkampf zu verleihen.
In besonderer Weise beeinflusste die Einführung von Maschinenpistolen die Gliederung der Roten Armee. Hier begann man bereits unmittelbar nach Kriegsbeginn ganze Einheiten ausschließlich mit Maschinenpistolen auszustatten. Die Schützenregimenter erhielten eine oder zwei Maschinenpistolenkompanien als Reserve der Regimentskommandeure. Die Begleitbataillone der Panzerbrigaden waren gleichfalls hauptsächlich mit Maschinenpistolen bewaffnet. Gegen Ende des Krieges erreichte die Fertigung von Maschinenpistolen in der Sowjetunion einen solchen Umfang, dass etwa die Hälfte der Schützen mit Maschinenpistolen ausgestattet werden konnte, bzw. innerhalb der normalen Schützenkompanien ganze Züge mit Maschinenpistolen versehen wurden.

### Nach dem Zweiten Weltkrieg

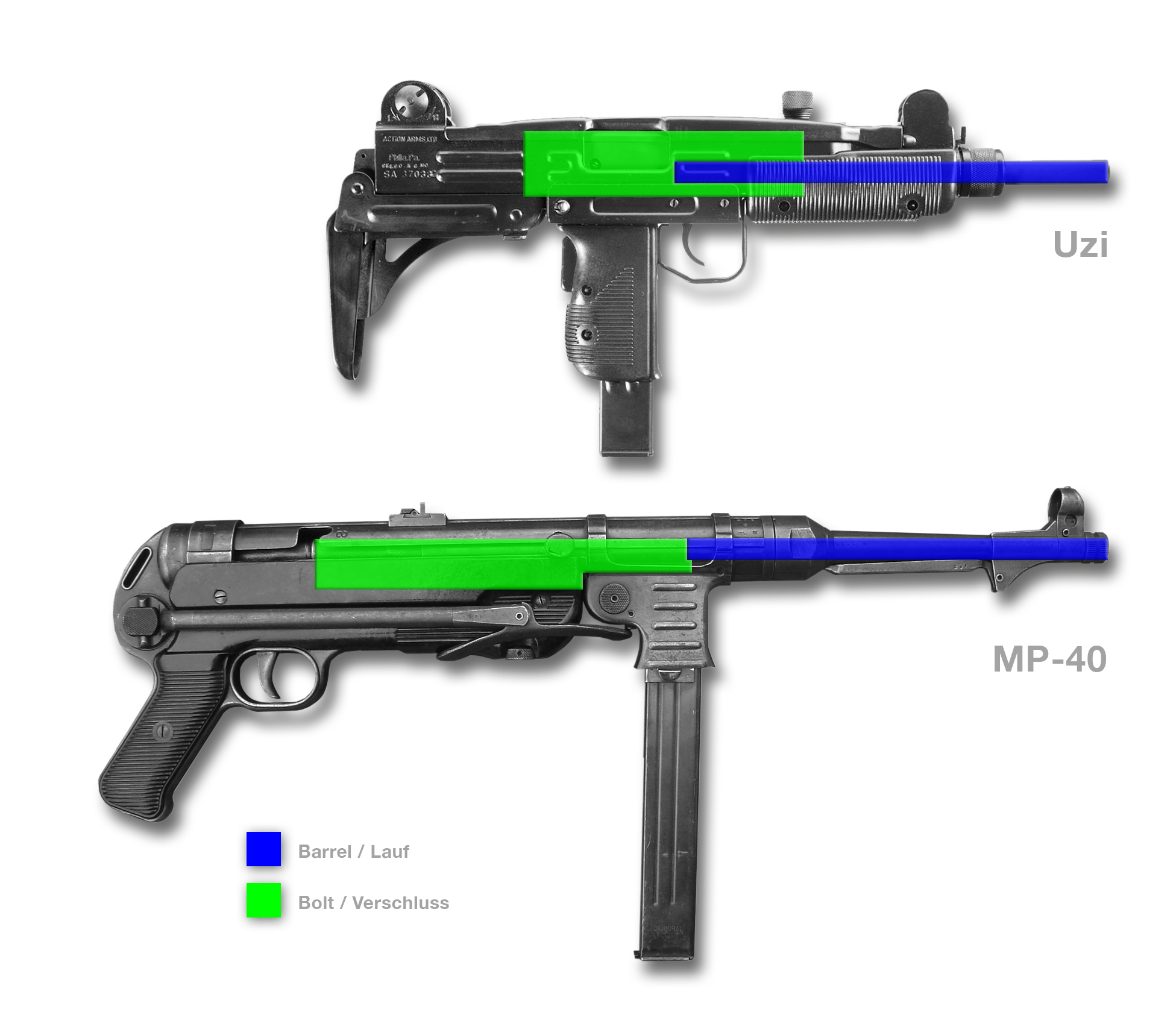
Vergleich von einfachem Masseverschluss und Teleskopverschluss. Der Teleskopverschluss erlaubt eine deutlich geringere Länge des Waffengehäuses, trotz des um 2 cm längeren Laufs der Uzi.

Mit der Einführung von Schnellfeuergewehren mit Kurz- oder Mittelpatrone war es nach dem Zweiten Weltkrieg technisch möglich, die Forderung nach Feuerkampf in Feuerstößen auf Nahdistanz mit der Bekämpfung weiter entfernter Ziele zu verbinden. Die dem Einzelschützen vorbehaltenen Aufgaben des Infanteriegefechts konnten somit durch eine einzige Waffe erfüllt werden. Außerdem hatte diese Munition bessere Wirkung im Ziel als die Pistolenmunition der Maschinenpistolen. Letztere wurden daher zunehmend in die Rolle von Selbstverteidigungswaffen gedrängt. Kleine Abmessungen und geringes Gewicht erhielten damit eine noch größere Bedeutung.
Technisch hatte sich im Zweiten Weltkrieg der einfache unverriegelte Masseverschluss als überlegen erwiesen. Allerdings waren bei ihm das Produkt von Masse und damit Größe des Verschlusses und dessen Federweg durch die Ladung der Pistolenmunition vorgegeben und damit abgesehen von der Lauflänge der Verminderung der Waffenlänge Grenzen gesetzt. Um eine kürzere Waffe zu erreichen, wurde daher 1947 vom tschechoslowakischen Konstrukteur Jaroslav Holeček der Teleskopverschluss entwickelt. Dabei umfing der Verschluss teilweise den Lauf und konnte damit kürzer und schwerer sein, ohne die Funktionssicherheit zu gefährden. Erstmals wurde dieses Konstruktionsprinzip, das abgesehen von der Form des Verschlusses ein einfacher Masseverschluss war, in der tschechoslowakischen Samopal vz. 48 serienmäßig umgesetzt. Das gleiche Verschlussprinzip benutzt auch die im Westen weit verbreitete Maschinenpistole Uzi.
Bei Polizeiformationen fand dagegen die Maschinenpistole HK MP5 weite Verbreitung. Die Anforderungen an die Präzision überwiegen hier die nach einfacher Massenfertigung, so dass ein vom Schnellfeuergewehr HK G3 abgeleiteter Rollenverschluss Verwendung findet. Pistolenmunition wird gerade wegen ihrer relativ geringen Durchschlagsleistung vorgezogen, da sie die Gefährdung Umstehender minimiert.

### Heute

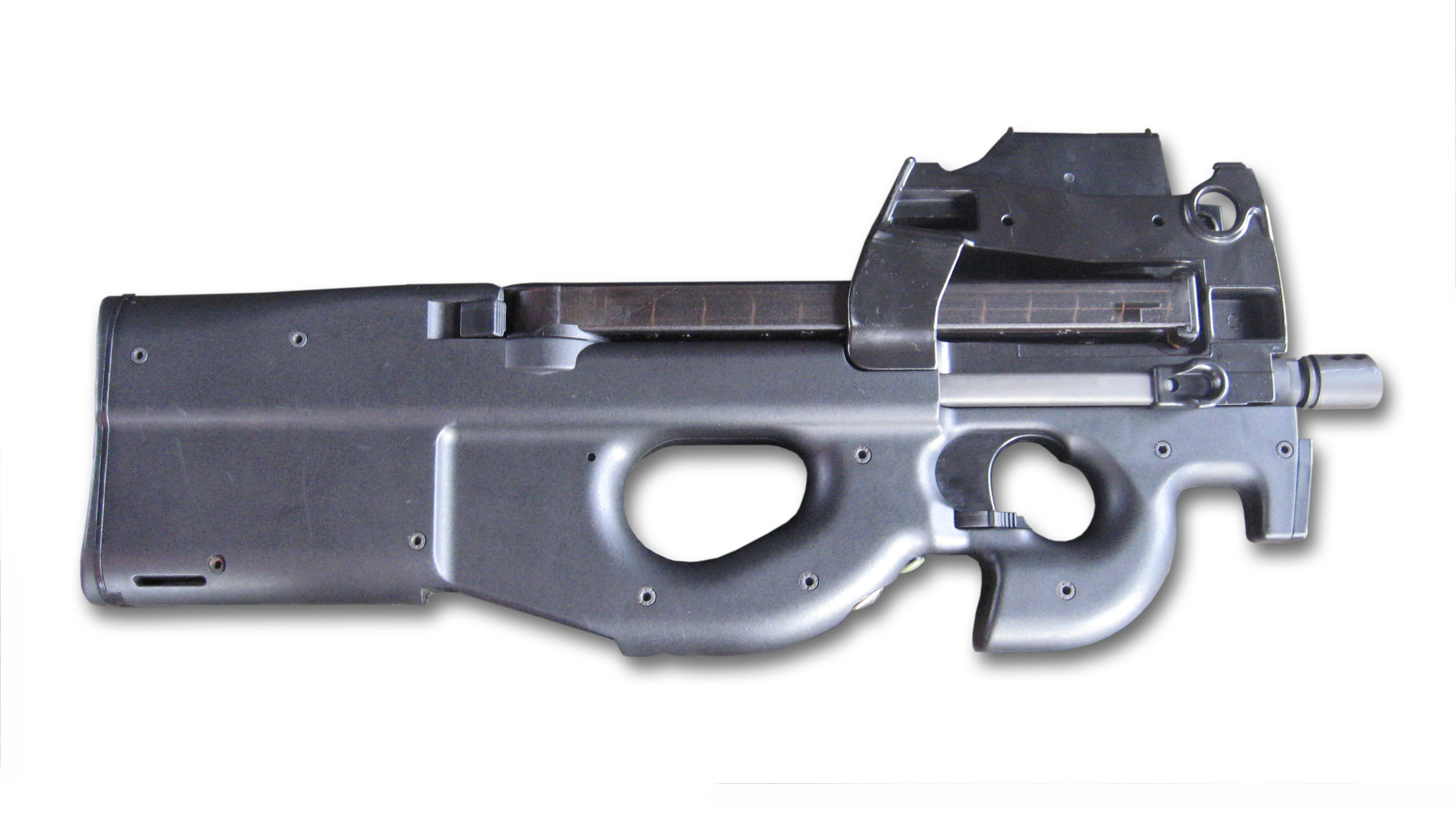
Seitenansicht der belgischen FN P90

Die neue Waffengattung der Sturmgewehre beschränkte bis zum Ende des 20. Jahrhunderts die Verwendung der Maschinenpistole beim Militär auf Fahrzeugbesatzungen, welche keinen Platz für sperrige Gewehre hatten, oder Spezialeinheiten, welche sie durch die geringere Mündungsgeschwindigkeit einfacher schallgedämpft einsetzen konnten. Doch selbst auf die bei diesen Einsätzen zu erwartenden kurzen Einsatzdistanzen boten beschusshemmende Westen aus immer leichteren und widerstandsfähigeren Materialien ein zu großes Hindernis.
Die sogenannte Personal Defence Weapon (PDW) sollte Abhilfe verschaffen, indem sie die Kompaktheit der Maschinenpistole mit der Durchschlagskraft von in Sturmgewehren verwendeten Kalibern vereinigt. Bereits 1990, nur 4 Jahre nachdem das Konzept 1986 von der US-Army erdacht wurde, präsentierte Fabrique Nationale die erste echte PDW: Die FN P90 löste das Problem der mangelnden Effektivität gegenüber Schutzbekleidung durch die Verwendung einer komplett neuen Patrone. Nur 5,7 × 28 mm groß, übertraf sie die gewünschten Anforderungen und wog dennoch nur die Hälfte der alten Munition 9 × 19 mm. Auch Heckler & Koch versuchte mit der HK MP5K-PDW 1991 und der HK PDW 1999 im Rennen um einen neuen NATO-Standard mitzuspielen.
Dieser Standard steht bis heute (Stand 2015) nicht fest, doch das Konzept der PDW hat sich etabliert und wird von vielen Waffenherstellern aufgegriffen. Hierbei haben alle PDWs im Gegensatz zu klassischen Maschinenpistolen gemeinsam, dass sie zum Großteil aus modernen, leichten Kunststoffen gefertigt werden und eine neuartige Patrone verwenden, sei es ein komplett neues Kaliber wie 6 × 35 mm, oder ein bewährtes Format mit neuer Ladung, wie die 9 × 19 mm 7N31.

## Technik

### Verschluss-Systeme

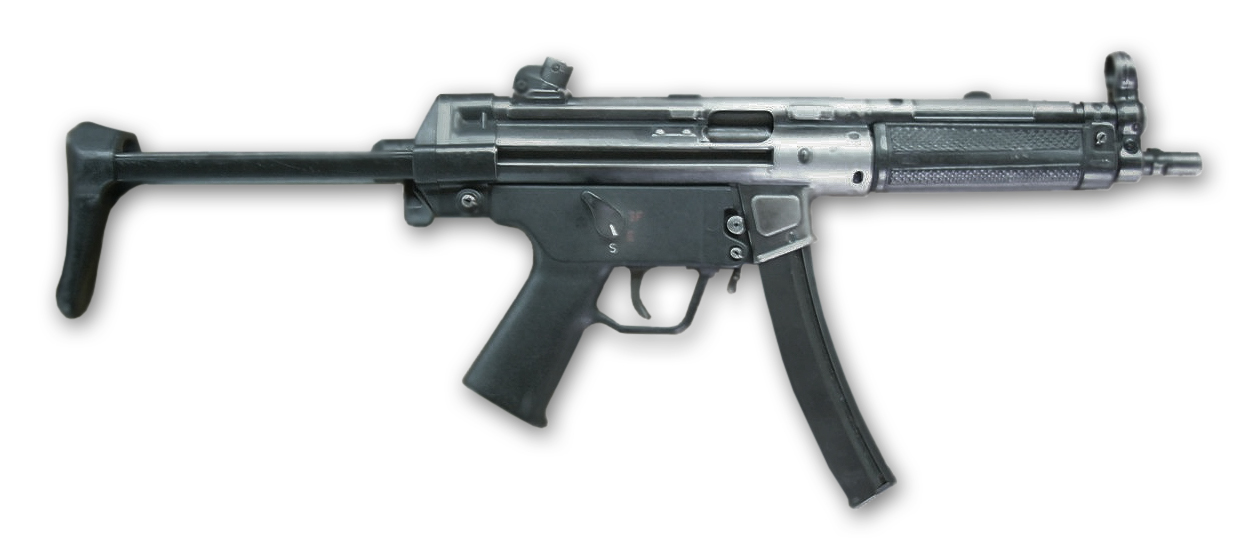
MP5 der Firma Heckler & Koch

Die ersten Maschinenpistolen waren zuschießende Rückstoßlader mit einem nicht verriegelten Masseverschluss. Dieses Konstruktionsprinzip ist vor allem für militärische Waffen auch heute noch weit verbreitet. Waffen dieser Bauart können so einfach konstruiert werden, dass sie sogar im Zweiten Weltkrieg von der Résistance in Klempnerbetrieben gefertigt wurden. Für die Massenfertigung ergibt sich ein geringer Herstellungsaufwand und damit die Möglichkeit, hohe Stückzahlen zu erreichen. Bei zuschießenden Waffen, bei denen der Verschluss durch die Abzugsgruppe in hinterer Position aufgefangen wird und erst bei Abzugsbetätigung nach vorn schnellt und dabei eine Patrone zuführt und abfeuert, kann ferner auf Hahn und Schlagbolzen verzichtet werden. Ein weiterer Vorteil ist die Durchlüftung des Laufes und damit dessen schnellere Abkühlung, die aber bei Maschinenpistolen wegen der schwachen Munition und der im Vergleich zu Maschinengewehren begrenzten praktischen Schussfolge nur eine untergeordnete Rolle spielt. Die Präzision eines solchen Verschlusssystems ist aus verschiedenen Gründen schwach, da zwischen Abziehen und Abfeuerung der Patrone eine große Masse bewegt wird, die zu Haltepunktverlagerungen führt. Die allgemein eher schwache Trefffähigkeit von Soldaten im Gefecht und der Einsatz in Feuerstößen machen diese Nachteile im militärischen Gebrauch nachrangig. Militärische und Polizei-Spezialeinheiten bevorzugen hingegen präzisere Waffen. Deshalb werden hier oft aufschießende Verschluss-Systeme wie der beweglich abgestützte Rollenverschluss der MP5 verwendet.
Maschinenpistolen werden teilweise auch als Gasdrucklader konstruiert. Ein Beispiel ist die HK MP7, ein aufschießender Gasdrucklader mit Drehkopfverschluss.

### Bauteile

#### Baugruppen
Viele Maschinenpistolen verfügen über eine Basis mit Abzugsgruppe und Pistolengriff, die den Lauf, den Verschluss und das Magazin aufnimmt. Eine Schulterstütze ist oft an den Waffen vorhanden und abklappbar, ausziehbar oder auch faltbar ausgeführt. Schulterstützen werden aus Metall oder in Kombinationen aus Metall und Kunststoff hergestellt, bei frühen Waffen finden sich auch gewehrähnliche Schulterstützen und Vorderschäfte aus Holz.
Die Waffen verfügen meist über eine einfache feststehende Visierung, oder Klappvisiere mit zwei oder drei Visierentfernungen, seltener auch über verstellbare Trommel- oder Kurvenvisiere. Die Regel sind Visiere mit Kimme und Korn, seltener sind Dioptervisiere. Gerade frühe Maschinenpistolen hatten z. T. Visierschussbereiche bis 1000 m, die die effektiven Schussweiten weit übertrafen. Auf modernen Maschinenpistolen können auch optische Zielmittel aufgesetzt werden. Wegen ihrer geringen Gesamtlänge haben Maschinenpistolen oft eine kurze Visierlinie, die die Treffsicherheit negativ beeinflusst.
Zur besseren Handhabung verfügen viele Maschinenpistolen am Vorderschaft über einen zweiten Pistolengriff. Bei Maschinenpistolen mit Teleskopverschluss wird häufig das Magazin durch das (hintere) Griffstück aufgenommen.

#### Magazine
Die Magazine verfügen normalerweise über Kapazitäten zwischen 20 und 40 Schuss, da diese handlich, störungssicher und einfach herzustellen sind. Es gibt jedoch auch Magazine, die eine größere Kapazität aufweisen. Zu Anfang des Zweiten Weltkriegs waren Trommelmagazine verbreitet, die bis zu 71 Patronen aufnehmen konnten, während die MP18 des Ersten Weltkrieges ein ursprünglich für Selbstladepistolen verwendetes Schneckenmagazin nutzte. Selten sind Maschinenpistolen mit Tellermagazin. Deren Kapazität liegt bei bis zu 180 Schuss, dann jedoch im Kaliber .22 lfB.
Während heute bei den meisten Maschinenpistolen Stangen- oder Kurvenmagazine von unten eingesetzt werden, hatten frühe Modelle wie die deutsche MP18 und ihre späteren Varianten, die britische Lanchester, die nachfolgende Sten Gun, sowie die MP 34 (ö) seitlich angebrachte Magazine. Weit seitlich herausstehende Magazine sind jedoch hinderlich und bleiben oft an Gegenständen hängen, sie können dabei beschädigt werden und ihre Funktionsfähigkeit einbüßen. Andererseits führen von unten eingesetzte Magazine dazu, dass sich der Schütze im Liegendanschlag weit aufrichten muss und damit ein größeres Ziel bietet. Bei der modernen FN-P90-Maschinenpistole ist das 50-Schuss-Magazin über dem Lauf parallel zu diesem in die Waffe eingesetzt. Damit ragt das Magazin nicht aus der Waffe hervor und ist geschützt, erfordert aber einen komplizierteren Zuführmechanismus.

### Kaliber
Die meisten Maschinenpistolen verschießen gängige Pistolenkaliber; in der Regel dieselben, die auch die in der jeweiligen Armee eingeführte Selbstladepistole verschießt. Dabei ist das Kaliber 9 × 19 mm vorherrschend. Gängig sind auch Waffen in 7,65 × 17 mm, .45 ACP oder 10 mm Auto. In der Sowjetunion wurde die dort als Standardpistolenmunition eingeführte 7,62×25-mm-TT-Patrone verwendet. Sie besitzt eine deutlich höhere Mündungsgeschwindigkeit, was die Trefffähigkeit günstig beeinflusst, allerdings um den Preis eines leichteren und damit wirkungsschwächeren Geschosses. Seltener werden Kleinkaliber-Maschinenpistolen in .22 lfB gefertigt.
Die neueren Personal Defence Weapons verschießen Sondermunition – z. B. das Kaliber 4,6 × 30 mm der HK MP7, die speziell für das Durchschlagen von Körperpanzerung ausgelegt ist und ihre Wirkung im Ziel durch Verformung oder Überschlagen sicherstellt. Die belgische FN P90 ist ein Zwitter zwischen Personal Defence Weapon und Sturmgewehr. Auf der einen Seite soll sie eine kompakte Waffe im Häuserkampf darstellen, auf der anderen Seite auch Ziele bis auf 200 m Entfernung bekämpfen können. Ihre Feuertaufe hatte die Waffe 1997 bei der Beendigung der Geiselnahme in der Japanischen Botschaft in Lima, wo sie die Aufgabenstellung einer Maschinenpistole hatte.

## Gesetzeslage

### Deutschland
In Deutschland ist es Privatpersonen verboten, vollautomatische Waffen zu besitzen.
Als Kriegswaffen werden alle Maschinenpistolen bezeichnet, die nicht vor dem 2. September 1945 (Unterzeichnung der Kapitulation Japans) bei einer militärischen Streitmacht eingeführt worden sind. Der Besitz oder Handel mit Kriegswaffen wird mit Freiheitsstrafe bis zu 10 Jahren bestraft.

### Österreich
In Österreich fallen Maschinenpistolen in die Kategorie A – "Kriegsmaterial" (§ 18 WaffG iVm § 2 Kriegsmaterialgesetz iVm § 1 Kriegsmaterialverordnung) und dürfen nur mit Sondergenehmigung erworben und geführt werden.

### Schweiz
In der Schweiz fallen Maschinenpistolen gemäß dem  Waffengesetz, Artikel 5 unter den Begriff Seriefeuerwaffen, deren Erwerb und Besitz verboten ist. Dies gilt auch für solche Waffen, die zu halbautomatischen Waffen umgebaut worden sind. Zudem verbietet das Gesetz das Schießen mit Seriefeuerwaffen. Die Kantonsbehörden können in begründeten Einzelfällen, z. B. für Sammler Ausnahmebewilligungen erteilen. Diese Bewilligungen enthalten Vorschriften, welche durch die kantonale Behörde regelmäßig überprüft werden können. So sind u. a. Verschluss und Waffe getrennt und vor dem Zugriff Dritter geschützt aufzubewahren.